# San Vincenzo Ferrer (Francesco del Cossa)
San Vincenzo Ferrer è un dipinto tempera a uovo su tavola (153×60 cm) di Francesco del Cossa, databile al 1472-1473 e conservato nella National Gallery di Londra. L'opera era lo scomparto centrale del Polittico Griffoni.

## Storia
Francesco del Cossa si trovava da poco a Bologna quando ricevette dalla famiglia Griffoni la commissione di una pala d'altare per la propria cappella nella basilica di San Petronio. La commissione venne realizzata con la collaborazione di un altro maestro ferrarese, il più giovane ma molto promettente Ercole de' Roberti. La scelta di san Vincenzo Ferrer era legata alla dedica della cappella, voluta probabilmente dai Domenicani, essendo il santo canonizzato da relativamente poco (1448) ed essendo l'Ordine impegnato in una forte opera di diffusione del culto.
L'opera rimase nella cappella fino al 1725-1730, quando venne smembrata e immessa nel mercato antiquario in lotti separati: da allora i pannelli si dispersero. Il pannello centrale, dopo alcuni passaggi di proprietà, venne acquistato dalla galleria londinese nel 1858.
Il polittico venne ricostruito virtualmente da Roberto Longhi nel 1935, con il fondamentale saggio Officina ferrarese.

## Descrizione e stile
San Vincenzo Ferrer è raffigurato in posizione frontale e ieratica su di un piedistallo con una drappo rosso sorretto da colonnine. I suoi piedi poggiano saldamente sulla base, scorciando anche, quando necessario, in prospettiva. Nella mano sinistra tiene un libro, simbolo del suo lavoro di studioso, e con la destra indica in alto, verso Dio, suggerendo al fedele la via verso la redenzione. Il pesante panneggio, con i profili delle pieghe illuminati in maniera incidente, rimanda ad elementi tipici della scuola ferrarese, comuni ad artisti come Cosmè Tura, ma l'impostazione generale si allontana dalla tradizione locale, con un'importazione della figura solenne e monumentale, che ricorda Piero della Francesca. Allo stesso Piero rimanda la luce chiara che inonda e unifica tutti gli elementi, e anche la precisione prospettica, che riguarda lo sfondo e il piedistallo.
Il santo si erge davanti a un pilastro di un monumento romano in rovina, con una pertica dorata che prosegue anche nei due scomparti laterali, San Pietro e San Giovanni Battista, entrambi alla Pinacoteca di Brera. Sulla pertica sono infilati anelli a cui sono appesi fili di perle di corallo rosso e di cristallo di rocca, terminanti in nappe: si tratta di elementi decorativi all'antica che risalgono all'esempio degli squarcioneschi, ben radicato in tutta l'Italia settentrionale. In fondo si apre poi un paesaggio molto lontano e con la linea dell'orizzonte particolarmente ribassata, caratterizzato da estrose vedute di archi naturali e speroni stalagmitici, castelli sospesi e figurette, tipici della fantasia dell'artista. In alto si trova una fiabesca rappresentazione del Paradiso, con un fondo oro di gusto arcaizzante, che si ritrova anche nei pannelli superiori del polittico. Vi si vede un Cristo entro una mandorla sorretta da angeli, contornato da sei figure angeliche che reggono gli strumenti della Passione: da sinistra le fruste della flagellazione, la lancia di Longino, la Croce, la colonna della flagellazione, il bastone con la spugna imbevuta di aceto e i tre chiodi della crocifissione.
Straordinaria è la naturalezza dell'insieme data dall'uso uniforme della luce e della prospettiva, che riesce a rendere verosimili anche i dettagli più improbabili, come gli angeli minuscoli sul gigantesco santo o i castelli che sembrano germinare dalle rocce.